# Efecto anillo de café

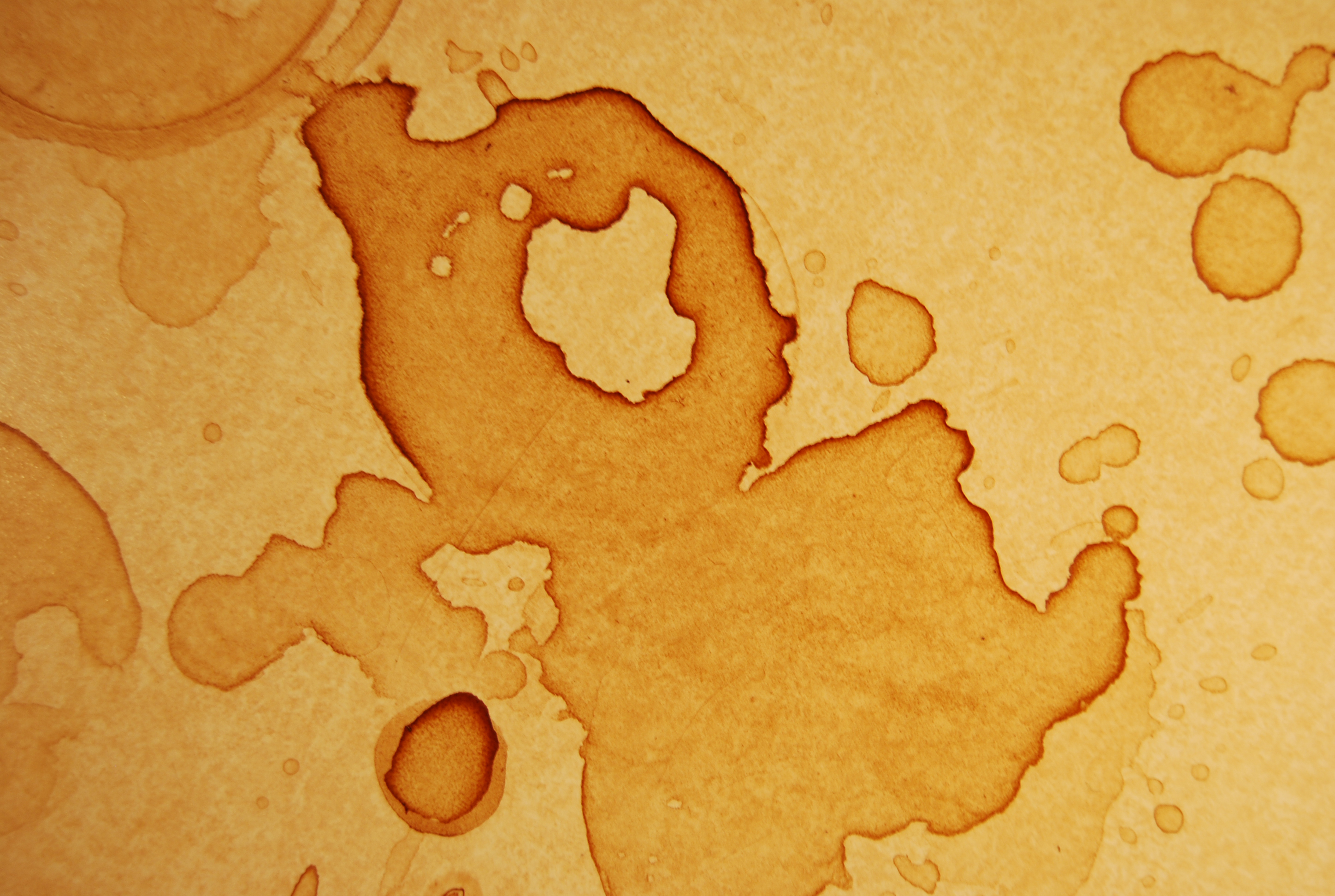
Manchas producidas por la evaporación de café derramado

En física, un “anillo de café” es el nombre que recibe el patrón que queda después de que un líquido que contiene partículas se evapora. Este fenómeno recibe su nombre por el depósito con forma de anillo en el perímetro que se forma al secarse el café vertido en una superficie. También se puede observar este fenómeno con el vino tinto. El mecanismo detrás de la formación de este fenómeno, y otros similares, se le conoce como efecto de anillo de café, efecto de mancha de café o simplemente, mancha con forma de anillo.    

## Mecanismo de flujo
El patrón de anillo de café se genera debido al flujo capilar inducido por la evaporación de la gota: el líquido que se evapora en el borde se remplaza por líquido en el interior. El flujo resultante, que viaja del centro al borde, puede acarrear prácticamente todo el material dispersado a la orilla. En la medida en la que avanza el tiempo, el proceso presenta un efecto de “hora pico”; una aceleración rápida del flujo hacia los bordes en la etapa final del proceso de secado.
La evaporación induce un flujo de Marangoni dentro de la gota. Si es fuerte, el flujo redistribuye las partículas nuevamente en el centro de la gota. Así, para que las partículas se acumulen en los bordes, el líquido debe tener un flujo de Marangoni débil, o debe ocurrir algo que interrumpa el flujo.  Por ejemplo, se pueden agregar surfactantes para reducir el gradiente de tensión superficial del líquido, interrumpiendo así el flujo inducido. El agua presenta un flujo de Marangoni débil, lo que se reduce de manera significativa con la adición de surfactantes naturales.
La interacción de las partículas suspendidas en una gota con la superficie de esta es importante para poder crear un anillo de café. “Cuando una gota se evapora, la superficie libre colapsa y atrapa las partículas suspendidas … eventualmente todas las partículas son capturadas por la superficie libre y se mantienen allí por el resto de su viaje hacia el borde de la gota”. Esto significa que pueden usarse surfactantes para manipular el movimiento de partículas de soluto al cambiar la tensión superficial de la gota, en vez de tratar de controlar el flujo dentro de la gota.

## Supresión
El patrón de anillo de café es indeseable cuando se requiere la aplicación uniforme de un depósito para secarse, como en el caso de la electrónica impresa. Se puede eliminar al agregar partículas alargadas, como fibras de celulosa, a las partículas esféricas que causan el efecto de anillo de café. El tamaño y peso de las partículas agregadas puede ser más pequeño que los de las partículas primarias.

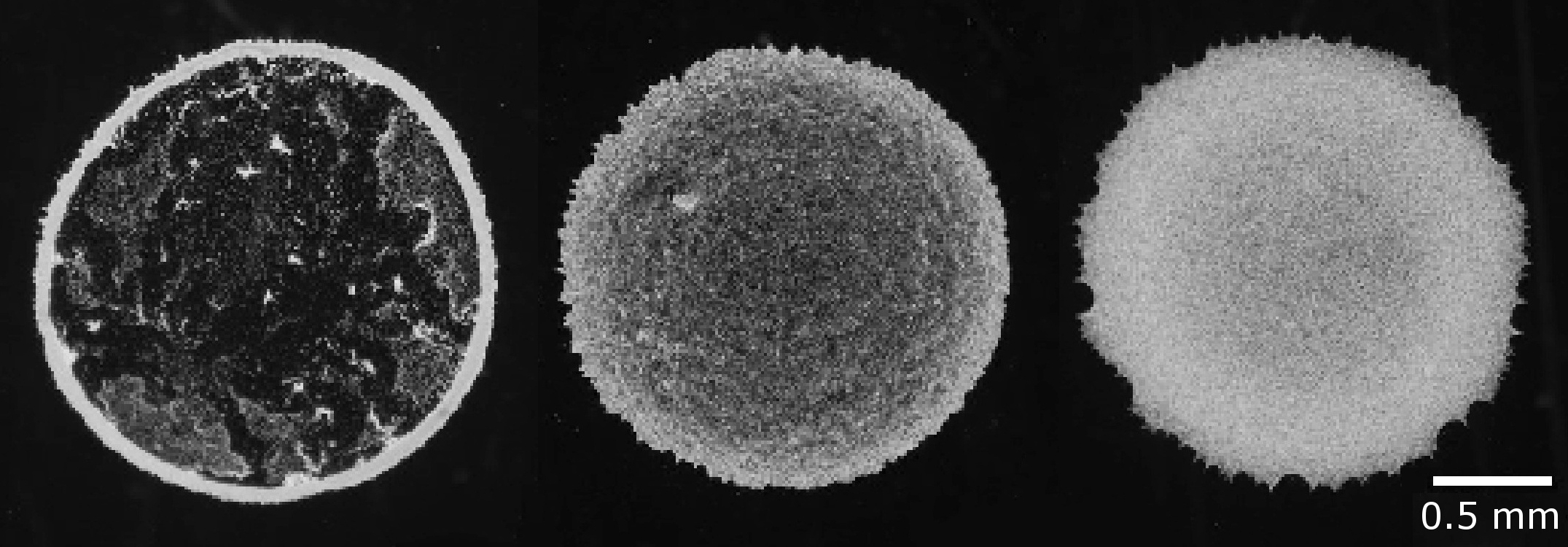
Manchas producidas por mezclas coloidales de partículas de poliestireno (1.4 µm de diámetro) y fibras de celulosa (diámetro de 20 nm, longitud de 1 µm). La concentración de poliestireno es de 0.1% en peso y la de la celulosa es 0 (izquierda), 0.01 (centro) and 0.1% (derecha)

Se ha reportado que el control del flujo dentro de una gota es una muy buena manera de generar una película uniforme; por ejemplo, al controlar los flujos de Marangoni de soluciones que ocurren durante la evaporación.
Se ha demostrado que mezclas de solventes con puntos de ebullición bajos y altos pueden suprimir el efecto de anillo de café, transformando la forma de un soluto depositado de forma de anillo a forma de punto.
El control de la temperatura del sustrato también ha demostrado se una forma efectiva de suprimir el efecto de anillo de café formado por gotas de una solución base agua de PEDOT:PSS. En un sustrato hidrofílico o hidrofóbico se forma un anillo más delgado con un depósito interno, que se atribuye a la convección de Marangoni.
El control sobre las propiedades de mojado del sustrato sobre superficies resbalosas puede evitar la fijación de la línea de contacto de la gota, lo que evitará que suceda el efecto del anillo de café al reducir el número de partículas depositadas en la línea de contacto. Las gotas colocadas sobre superficies superhidrofóbicas o superficies impregnadas de líquido son menos propensas a tener una línea de contacto fija y evitarán la formación del anillo. Las gotas a las que se les forma un anillo de aceite en la línea de contacto tienen alta movilidad y pueden evitar la formación de anillos sobre superficies hidrofóbicas.
La técnica de electromojado a través de un voltaje alterno puede suprimir las manchas de café sin la necesidad de agregar materiales de superficie activa. El movimiento de partícula en dirección opuesta puede reducir el efecto de anillo de café debido a la fuerza capilar cerca de la línea de contacto. La inversión sucede cuando la fuerza capilar vence el saliente flujo del anillo de café dadas las restricciones geométricas. 

## Determinantes de tamaño y patrón
El límite inferior del tamaño de un anillo de café depende de la competencia en escala de tiempo entre la evaporación del líquido y el movimiento de las partículas suspendidas. Cuando el líquido se evapora mucho más rápido que el movimiento de las partículas cerca de una línea de contacto de fase triple, el anillo de café no se formará con éxito. A cambio, estas partículas se dispersarán de manera uniforme en la superficie una vez que se termine la evaporación del líquido. Para partículas suspendidas con un tamaño de 100 nm, el diámetro mínimo de la estructura de anillo de café es de 10 μm, o aproximadamente diez veces más pequeño que el espesor de un cabello humano. La forma de las partículas en el líquido es la responsable del efecto de anillo de café. En sustratos porosos, la competencia entre infiltración, movimiento de partículas y evaporación del solvente rige la morfología final del depósito.
El pH de la solución de la gota influye también en el patrón del depósito final. La transición entre estos patrones se explica al considerar cómo las interacciones DLVO, como las fuerzas electrostáticas y de Van der Waals modifican el proceso de depósito de las partículas.

## Aplicaciones
El efecto del anillo de café es utilizado por investigadores en el depósito convectivo para ordenar partículas en una sustancia a través de un ensamblaje controlado por capilaridad, reemplazando una gota estacionaria con un menisco que avanza a través del sustrato. Este proceso difiere del recubrimiento por inmersión en que la evaporación controla el flujo a lo largo del sustrato, y no la gravedad. 
El depósito convectivo puede controlar la orientación de partículas, resultando en la formación de películas de monocapas cristalinas a partir de partículas con formas no esféricas, tales como semiesferas, dímeros y mancuernas. La orientación es determinada por el sistema que trata de alcanzar un máximo de empaquetamiento de las partículas en la capa delgada del menisco, sobre la cual ocurre la evaporación. Se demostró que al modular la fracción volumétrica de partículas en solución se controla la ubicación específica a lo largo de la variación del espesor del menisco en donde ocurre el ensamble. Las partículas se alinean con respecto a su eje largo hacia adentro o hacia afuera del plano, dependiendo de si su dimensión larga es igual al espesor de la capa de mojado en la posición del menisco. Tales transiciones de espesor se establecieron también con partículas esféricas. Más tarde se demostró que un ensamble convectivo puede controlar la orientación de las partículas para ensamblar multicapas, lo que da como resultado cristales coloidales 3D de largo rango, a partir de partículas con forma de mancuerna. Estos descubrimientos resultaron atractivos para el autoensamblaje de películas de cristales coloidales para aplicaciones en fotónica. Avances recientes han aumentado la aplicación del ensamblaje de manchas de café a partir de partículas coloidales para formar patrones organizados de cristales inorgánicos.